# András Horváth (hockey sur glace)
Pour les articles homonymes, voir András Horváth.
András Horvath (né le 8 avril 1976 en Hongrie) est un joueur professionnel de hockey sur glace hongrois devenu entraîneur.

## Carrière de joueur
Il commence sa carrière en 1994 dans la Ligue Hongroise en jouant pour l'équipe de Dunaferr SE Dunaújváros. Il rejoint en 2005 le club de Újpesti TE. En 2007, il signe à Alba Volán Székesfehérvár en Erste Bank Eishockey Liga.

## Clubs successifs
- Dunaferr SE Dunaújváros (Ligue Hongroise & Interliga) 1994 à 2005
- Újpesti TE (Ligue Hongroise & Interliga) 2005-2007
- Alba Volán Székesfehérvár (EBE Liga) 2007-2008

## Carrière internationale
Depuis 1995, il représente l'équipe de Hongrie En équipe nationale. En 2008, il est l'un des artisans de la montée de la Hongrie en élite. Il fête sa deux centième sélection en senior le 14 novembre 2010 face à l'Autriche.

## Trophées et honneurs personnels
Championnat du monde
- 2010 : nommé meilleur défenseur de la division 1 groupe B.